# Biologická hodnota proteinů
Biologická hodnota bílkovin (BH) stanovuje, kolik gramů tělesných bílkovin může být vytvořeno ze 100 gramů proteinu ve stravě. Měřítkem je kvalita vaječné bílkoviny. Komplexní proteiny mají vysokou BH, proteiny s nízkou BH jsou využity více jako zdroj energie než pro růst a regeneraci. Bílkoviny z různých potravin se mohou vzájemně doplňovat tak, že jejich směšováním je možné dosáhnout vyšší biologické hodnoty, než jakou mají tyto bílkoviny samostatně. Zatímco maso dosahuje biologické hodnoty pouze mezi 92 a 96, může se vhodnou kombinací s brambory dosáhnout hodnot až 137, což přesahuje dokonce i biologickou hodnotu vajec samotných (BH = 100). Je tedy výhodné upřednostňovat proteinové směsi, než konzumovat bílkoviny jen z jednoho zdroje potravin.

## Biologická hodnota (BH) různých zdrojů bílkovin
| Biologická hodnota  | BH    |
| ------------------- | ----- |
| Živočišné bílkoviny |       |
| Celá vejce          | 100   |
| Maso                | 92–96 |
| Ryby                | 92–96 |
| Mléko               | 88    |
| Sýry                | 82–85 |
| Rostlinné bílkoviny |       |
| Sója                | 84    |
| Zelené řasy         | 81    |
| Žito                | 76    |
| Fazole              | 72    |
| Rýže                | 70    |
| Brambory            | 70    |
| Chleba              | 70    |
| Čočka               | 60    |
| Pšenice             | 56    |
| Hrách               | 56    |
| Kukuřice            | 54    |

## Biologická hodnota různých směsí bílkovin[1]
| Proteinová směs   | Poměr směsi | BH  |
| Vejce a brambory  | 35% / 65%   | 137 |
| Vejce a mléko     | 71% / 29%   | 122 |
| Vejce a pšenice   | 68% / 32%   | 118 |
| Mléko a pšenice   | 75% / 25%   | 105 |
| Fazole a kukuřice | 52% / 48%   | 101 |